# Эскалона, Андрес Фернандес Пачеко
Андрес Фернандес Пачеко-и-Осорио де Москосо (исп. Andrés Fernández Pacheco y Ossorio de Moscoso; 13 августа 1710, Мадрид — 27 июня 1746, там же), 10-й герцог де Эскалона — испанский аристократ и придворный.

## Биография
Родился 13 августа 1710 года в Мадриде. Старший сын Меркурио Лопеса Пачеко, 9-го герцога де Эскалона, и Каталины Москосо.
Гранд Испании, 10-й герцог де Эскалона, 13-й маркиз де Агилар-де-Кампо, 10-й маркиз де Вильена, 8-й маркиз де ла Элиседа, 10-й граф де Хикена, 7-й граф де Кастаньеда и 14-й граф де Сан-Эстебан-де-Гормас.
Как первенец в доме Агилар-де-Кампо, он носил титул графа Кастаньеды. В 1724 году, в возрасте четырнадцати лет, Филипп V назначил его дворянином своей Палаты. Год спустя, после смерти своего деда, Хуана Мануэля Фернандеса Пачеко, первого директора Королевской испанской академии Андрес принял титул графа де Сан-Эстебан-де-Гормас. С 25 апреля 1726 был членом академии.
В 1738 году, после смерти Меркурио Лопеса Пачеко, стал владельцем маркизата Вильены и герцогства Эскалоны. 10 июня 1738 был избран пожизненным директором Королевской испанской академии. В следующем году представил королю шестой и последний том первого издания «Словаря кастильского языка». Подобно отцу и деду, предложил свой дом для проведения академических собраний.
13 июня 1738 был пожалован Филиппом V в рыцари ордена Золотого руна, получив орденскую цепь из рук короля. В феврале 1745 королева Елизавета Фарнезе назначила его своим главным конюшим. Герцог умер в следующем году в возрасте тридцати пяти лет и был погребен в монастыре Нуэстра-Сеньора-дель-Парраль в Сеговии.
На посту директора академии его сменил младший брат, Хуан Пабло Лопес Пачеко.

## Семья
1-я жена (21.10.1727): Ана Мария Альварес де Толедо-и-Португаль (6.12.1707—17.10.1729), грандесса Испании, 11-я графиня де Оропеса, 10-я графиня де Алькаудете, 9-я графиня де Бельвис, 10-я графиня де Делейтоса, 7-я маркиза де Харандилья, 8-я маркиза де Фречилья-и-Вильяррамьель, 6-я маркиза дель Вильяр-де-Граханехос, дочь Мануэля Хоакина Альвареса де Толедо, 8-го графа де Оропеса, и Исабели Пачеко Веласко. По случаю брака Андрес получил титул графа де Оропеса, который потерял, вступив во второй брак
Дети:
- Мария Ана Лопес Пачеко-и-Альварес де Толедо Португаль (22.08.1728—28.11.1768), гранд Испании, 14-я маркиза де Агилар-де-Кампо, 12-я графиня де Оропеса, 11-я графиня де Алькаудете, 11-я графиня де Делейтоса, 8-я маркиза де Харандилья, 9-я маркиза де Фречилья-и-Вильяррамьель, 15-я маркиза де Сан-Эстебан, 7-я маркиза дель Вильяр-де-Граханехос. Муж 1) (10.11.1748): Хуан Пабло Лопес Пачеко (1716—1751), 11-й герцог де Эскалона, ее дядя; 2) (26.11.1755): Фелипе Нери; 3) (17.07.1764): Мануэль Хосе Пачеко Тельес-Хирон
- Мария Тереза (9.08.1729)

2-я жена (16.07.1731): Исабель Мария Пачеко Тельес-Хирон, старшая дочь герцога де Уседа. Брак бездетный